# Penisola Guest
La penisola Guest è una penisola situata nella Terra di Marie Byrd, in Antartide, e in particolare in corrispondenza della costa di Saunders.
La penisola, che raggiunge una lunghezza in direzione est/ovest di circa 70 km, è principalmente pianeggiante e  i pochi rilievi che si trovano sopra di essa, di cui il più alto, con i suoi 1088 m s.l.m., è il monte Iphigene, sono situati nella sua parte orientale, quella che si aggancia al continente. Il fianco settentrionale della penisola è costeggiato dai ghiacci che ricoprono la baia di Block, mentre quello meridionale è costeggiato dalla piattaforma glaciale Sulzberger, di fatto, quindi, solo l'estremità occidentale della formazione è bagnata dal mare.

## Storia
Il picco Mitchell, nella parte centro-meridionale della penisola, fu avvistato nel 1929 durante la prima spedizione antartica comandata da Richard Evelyn Byrd. La prima vera esplorazione della zona fu effettuata però nel 1940 dalla terza spedizione antartica comandata da Byrd e svoltasi dal 1939 al 1941, la quale battezzò questa formazione come "isola Guest" in onore di Amy Guest, un collaboratore della seconda spedizione antatica di Byrd, svoltasi dal 1933 al 1935. Solo negli anni 1960, i cartografi dello United States Geological Survey si resero conto, basandosi su fotografie scattate nel corso di ricognizioni aeree effettuate dalla marina militare statunitense nel periodo 1962-65, che in realtà si trattava di una penisola.